# Ohře
Az Ohře, német nevén Eger az Elba bal oldali mellékfolyója Németországban és Csehországban. Weißenstadt közelében ered a Fichtel-hegységben, és Litoměřicénél torkollik az Elbába. A folyó a névadója a történelmi Egerland (Chebsko) régiónak. A németországi Felső-Frankföld bajor kormányzati kerületén ered, majd Csehországban a Karlovy Vary-i és az Ústí nad Labem-i kerületeken folyik keresztül. Teljes hossza 304,6 km, ebből 256 km Csehország területén található, ezzel az ország negyedik leghosszabb folyója.

## Földrajza

### Forrása
Az Egerquelle (nem tévesztendő össze a baden-württembergi Egerursprunggal) a Schneeberg északnyugati lejtőjén, a WUN 1 Weißenstadt-Bischofsgrün országúttól 150 méterre nyugatra található, és egy külön parkolót is kialakítottak a látogatók számára. A forrás az FGV Quellenweg fő túraútvonalán keresztül is megközelíthető. Sokáig csak egy egyszerű kő az „Egerquelle 1850” felirattal jelezte a tényleges forrást. A mai, 1923-ból származó (1924-ben felavatott) forrásvízgyűjtő a csehországi Cheb (német nevén Eger) város kezdeményezésére jött létre. Közvetlenül a forrástól délre egy téglalap alakú gránittömb nyugszik két kőkockán a felirattal: 
Als der Knabe kam zur Eger:
„Eger, sprich, wo eilst du hin?“
„Zu der Elbe“, rauscht es reger,
„Zu der Elbe muß ich zieh’n!“
Als der Knabe kam zur Elbe,
war die Antwort inhaltsschwer;
Donnernd braust zurück dieselbe:
„Und ich muß ins németüle Meer!“
(A vers hozzávetőleges fordítása:
Amikor a fiú az Egerhez érkezett:
„Eger, beszélj, hová sietsz?”
„Az Elba felé” - zúgta élénken,
„Az Elbához kell mennem!”
Amikor a fiú az Elbához ért,
a válasz nehéz volt a tartalomtól;
Mennydörögve üvöltötte vissza:
„És nekem a német tengerhez kell mennem!” )
A kissé módosított szöveg a Podersamer Heimatklänge című dalból származik. A forrás mellett néhány méterre áll a kitelepített szudétanémetek 1955-ös emlékköve. A forrás területe a lombhullató erdőkkel körülvett területen védett természeti emlék. A Weißenhaider Mühle malomtól délre, a Schneeberg északi lejtőjén fekszik az Alte Eger forrásvidéke. Állítólag itt eredt az Eger jelenlegi folyása, a mai Zinnbach, viszont kényelmi okokból a jelenlegi, könnyebben megközelíthető forrást csapolták meg és alakították ki forrásnak.

### Útvonala
Az Ohře Weißenstadt területén, a Fichtel-hegységben, 752 méteres magasságban, a Schneeberg hegy alatt ered. Litoměřice felé folyik, ahol 143 méteres magasságban az Elba folyóba torkollik.
Az Ohře a Fichtel-hegységen keresztül kelet felé folyik, a Weißenstadti-tó (Weißenstädter See), valamint Röslau és Marktleuthen városokon keresztül, majd közel 50 km után eléri a cseh-német határt Hohenberg an der Eger közelében. Ezután Csehország azon történelmi régióján folyik keresztül, amelyet 1945-ig Egerland néven ismertek. A folyó elhalad Cheb, (németül: Eger, mint a folyó), Loket, Sokolov, Karlovy Vary, Klášterec nad Ohří, Kadaň, Žatec, Louny, Libochovice, Budyně nad Ohří és Terezín városok mellett, mielőtt Litoměřicénél az Elbába ömlik.
A folyó 304,6 km hosszú, ebből 256 km Csehországban található, ezzel a negyedik leghosszabb folyó Csehországban. A folyó németországi szakasza (a közös határszakaszt is beleértve) 49,8 km hosszú.
A legnagyobb vízhozam tavasszal fordul elő. A torkolatnál az átlagos vízhozam 37,94 m³/s. A folyó alsó szakasza Csehországban a legalacsonyabb átlagos csapadékmennyiségű (400-500 mm) területekein folyik keresztül.

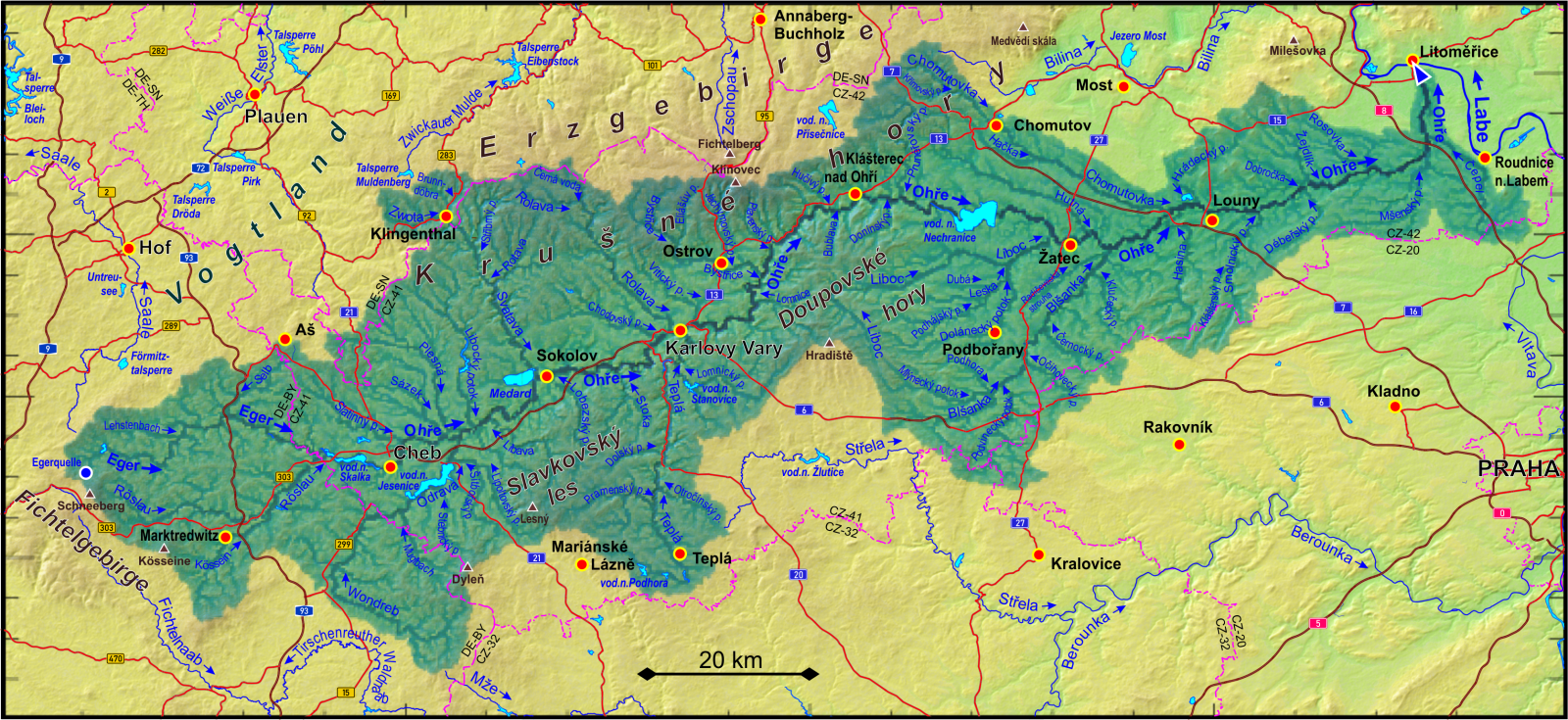
A folyó vízgyűjtő területe

### Vízgyűjtő területe
Az Ohře 5614 km² terület vizét vezeti le, amely magában foglalja az északi Fichtel-hegység, a Naab-Wondreb völgy egy részét, az Egergrabent, az Érchegység szinte teljes déli oldalát, a Duppau-hegységet és a Kaiserwaldot. A vízgyűjtő terület 16,4 %-a Bajorországban található (az Eger felső folyása Röslauval és Wondrebbel), 1,1 %-a Szászországban (Zwota, a Svatava felső folyása), a többi (82,5 %) pedig Csehországban. Az Ohře vízgyűjtő területe az Elba teljes vízgyűjtő területének kb. 3,8 %-át teszi ki. Az Ohře vízgyűjtője csak délnyugaton határos olyan területekkel, amelyek nem részei az Elba folyórendszerének, ezek nevezetesen a Rajna (Fehér-Majna) és a Duna (Fichtelnaab, Tirschenreuther Waldnaab). 

### Mellékfolyói és a belé torkolló vízfolyások
- Krebsbach (jobb oldali)
- Zinnbach (jobb oldali)
- Hahnenbach (bal oldali)
- Alte Eger (jobb oldali)
- Hirtenbach (bal oldali)
- Birkenbach (jobb oldali)
- Birkenbächlein (jobb oldali)
- Dieserbach (jobb oldali)
- Höllbach (jobb oldali)
- Lehstenbach (bal oldali)
- Krebsbach (bal oldali)
- Moosbach (bal oldali)
- Bibersbach (jobb oldali)
- Hebanzer Bach (jobb oldali)
- Weiherslohbach (jobb oldali)
- Dangesbach (über den Mühlbach; jobb oldali)
- Steinselb (bal oldali)
- Selbbach (csehül.: Račí potok; bal oldali)
- Lausenbach (bal oldali)
- Lohwiesengraben (bal oldali)
- Silberbach (bal oldali)
- Luterbächlein (bal oldali)
- Steinbach (jobb oldali)
- Rödersbach (határfolyó Bajorország és Csehország között; bal oldali)
- Großbach (csehül.: Libský potok; bal oldali)
- Weißenbach (jobb oldali)
- Röslau (csehül.: Reslava; jobb oldali)
- Buchbach (csehül.: Výhledský potok; jobb oldali)
- Schladabach (csehül.: Slatinný potok ; bal oldali)
- Scheidebach/Soosbach (csehül.: Sázek; bal oldali)
- Fleißenbach (csehül.: Plesná; bal oldali)
- Wondreb (csehül.: Odrava; jobb oldali)
- Leibitschbach (csehül.: Libocký potok, a történelmi Egerlandkeleti határa; bal oldali)
- Zwota (csehül.: Svatava; bal oldali)
- Rolava (németül: Rohlau; bal oldali)
- Teplá (németül: Tepl; jobb oldali)
- Lomnice (németül Lomnitz; jobb oldali)
- Bystřice (németül: Wistritz; bal oldali)
- Prunéřovský potok (németül: Brunnersdorfer Bach; bal oldali)
- Liboc (németül: Aubach; jobb oldali)
- Hutná (németül: Saubach; bal oldali)
- Blšanka (németül: Goldbach; jobb oldali)
- Chomutovka (németül: Assigbach; bal oldali)
- Hrádecký potok (bal oldali)
- Rosovka (bal oldali)
- Hasina (jobb oldali)
- Smolnický potok (jobb oldali)

## Galéria

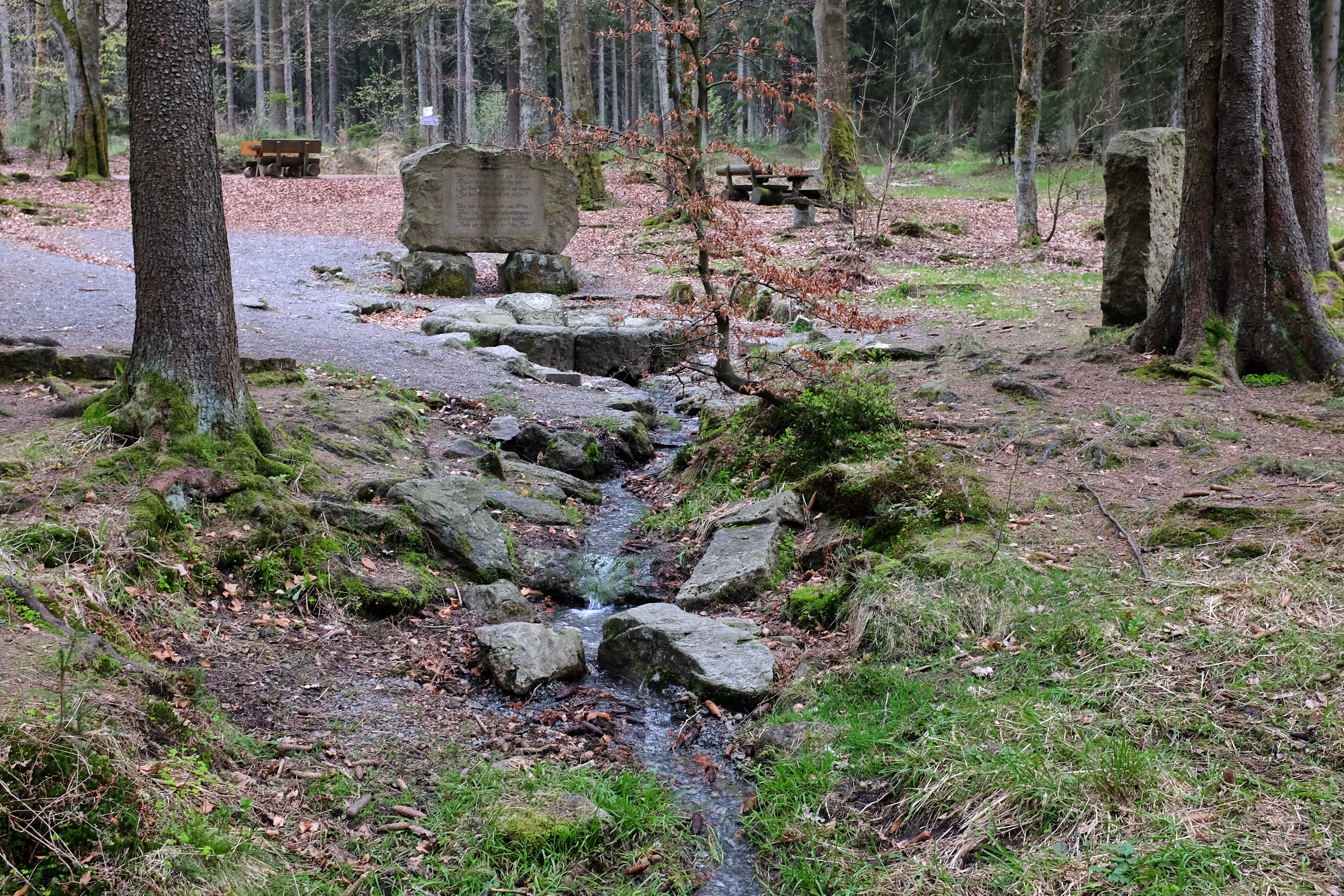
Az Eger-forrás
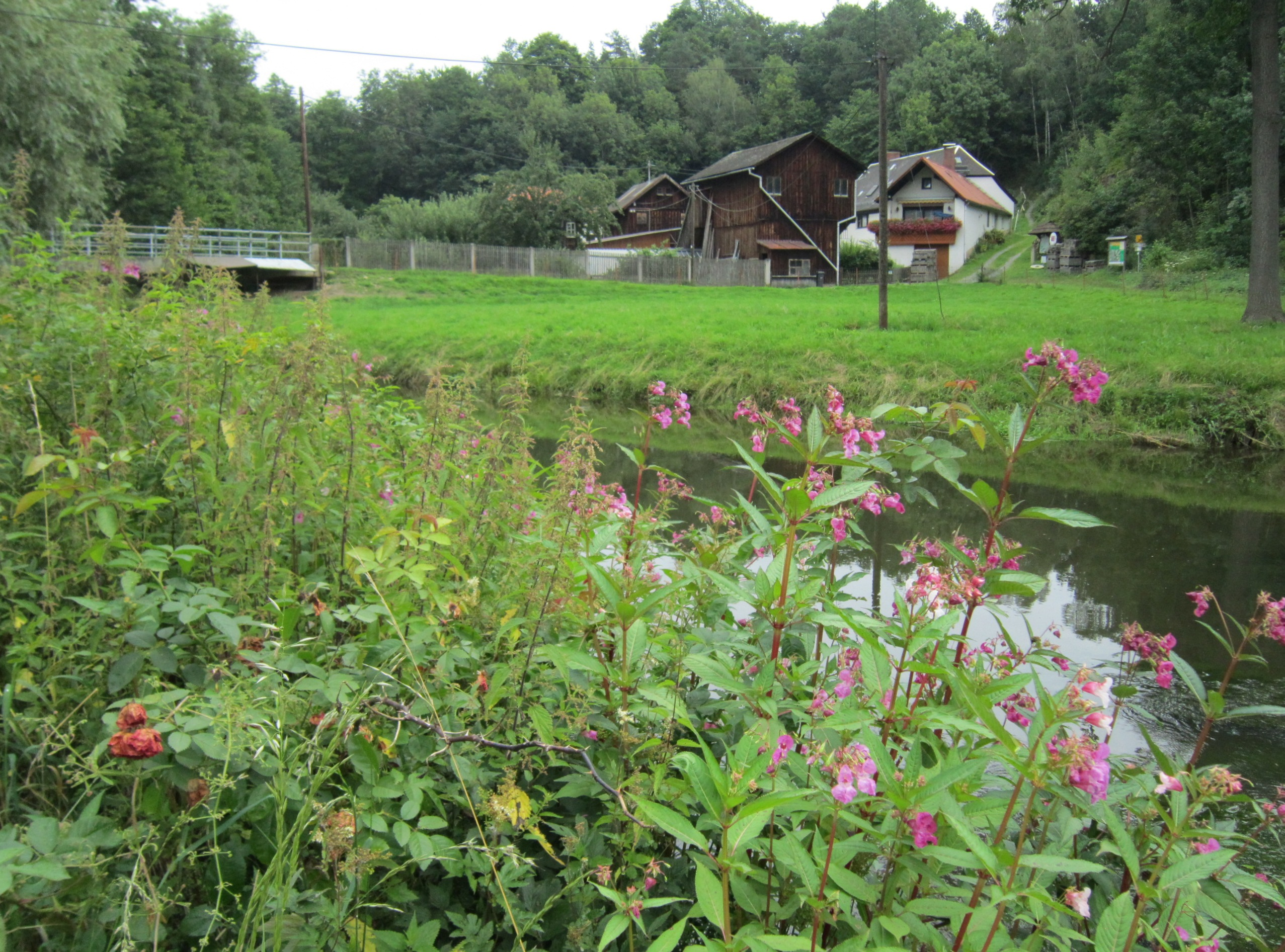
A cseh-német határnál Hohenberg an der Eger kalapácsmalmánál
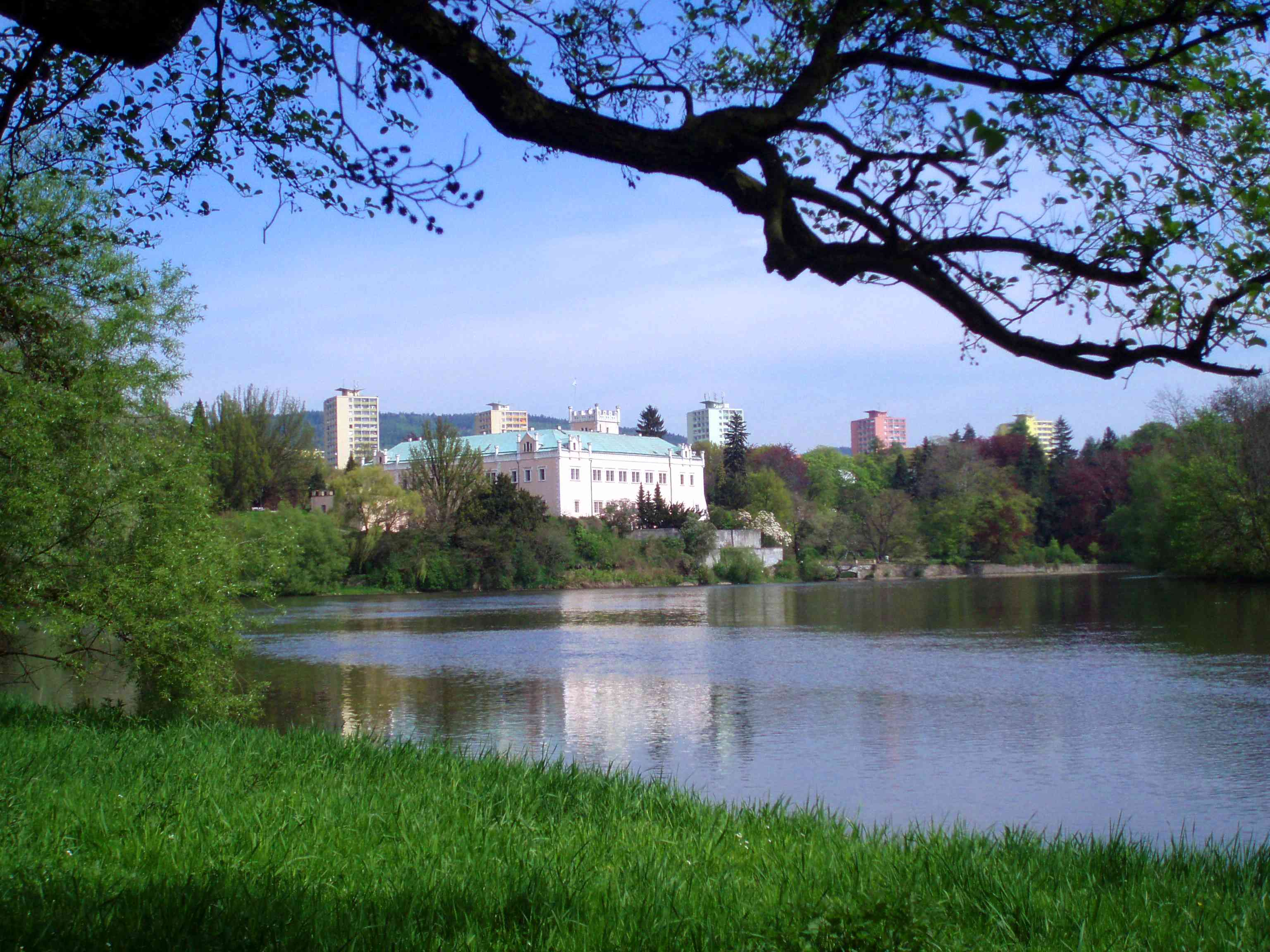
Klášterec nad Ohří névadó kolostora
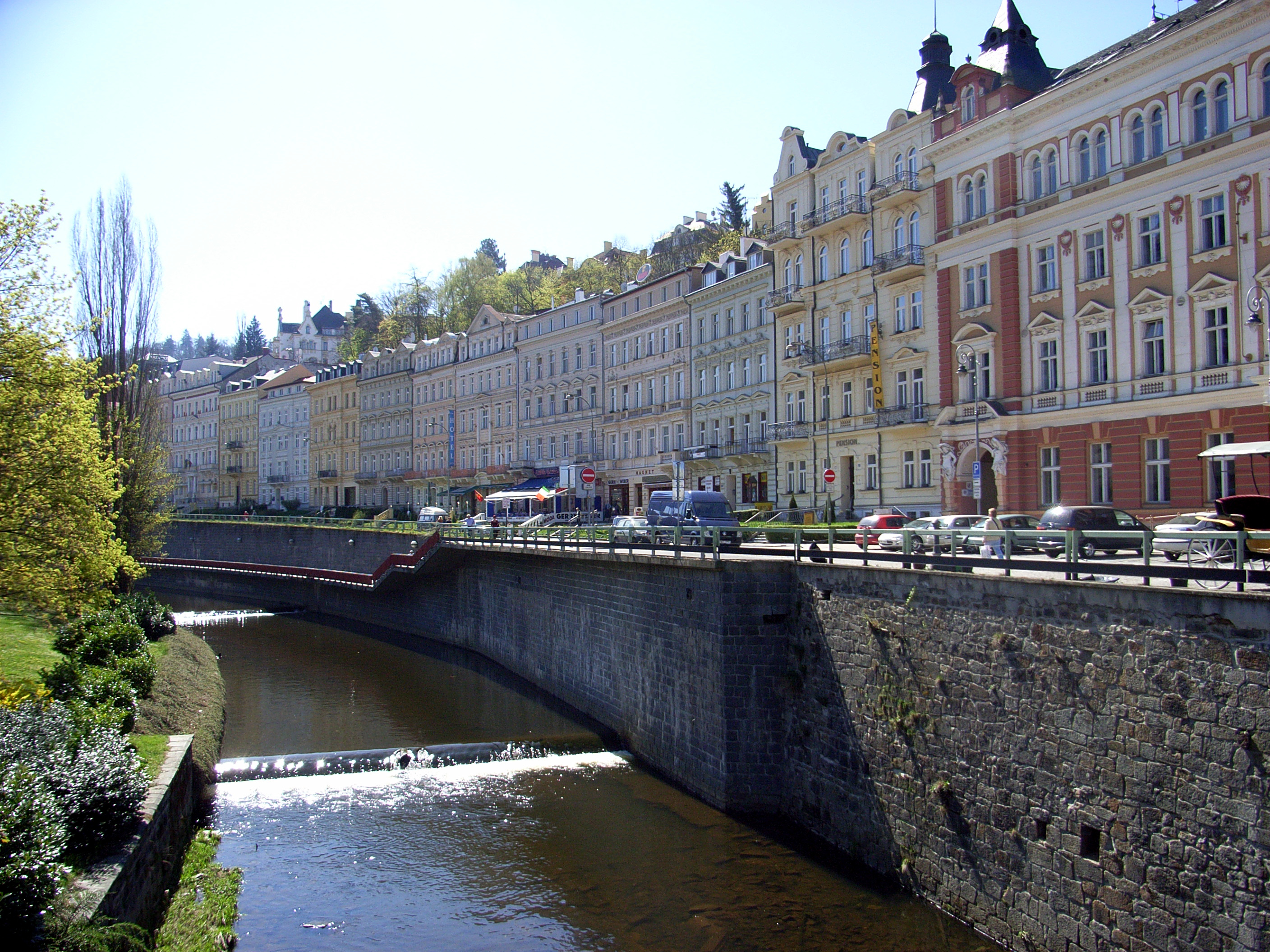
Karlovy Vary történelmi belvárosában
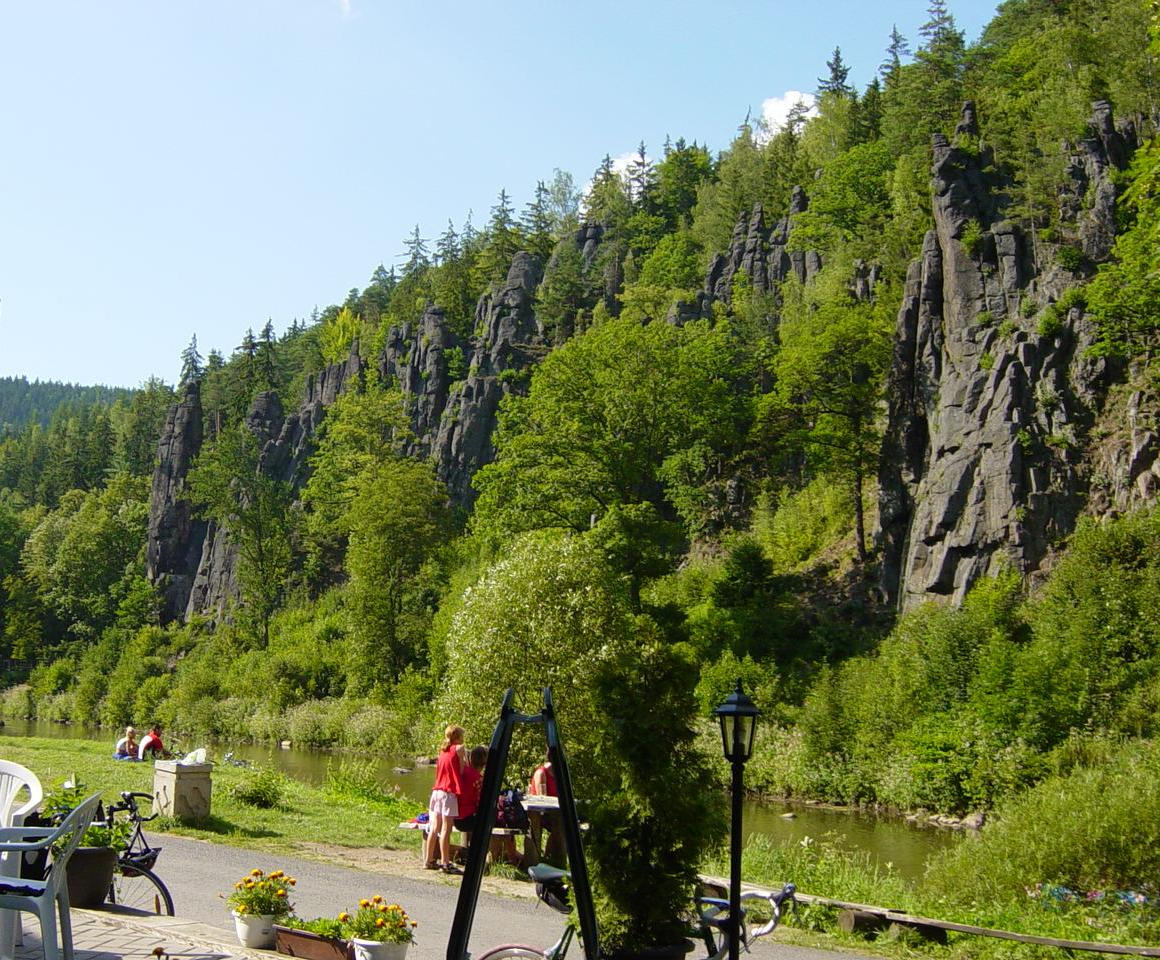
A Szent János-szikla (Hans-Heiling-Felsen / Svatošské skály)
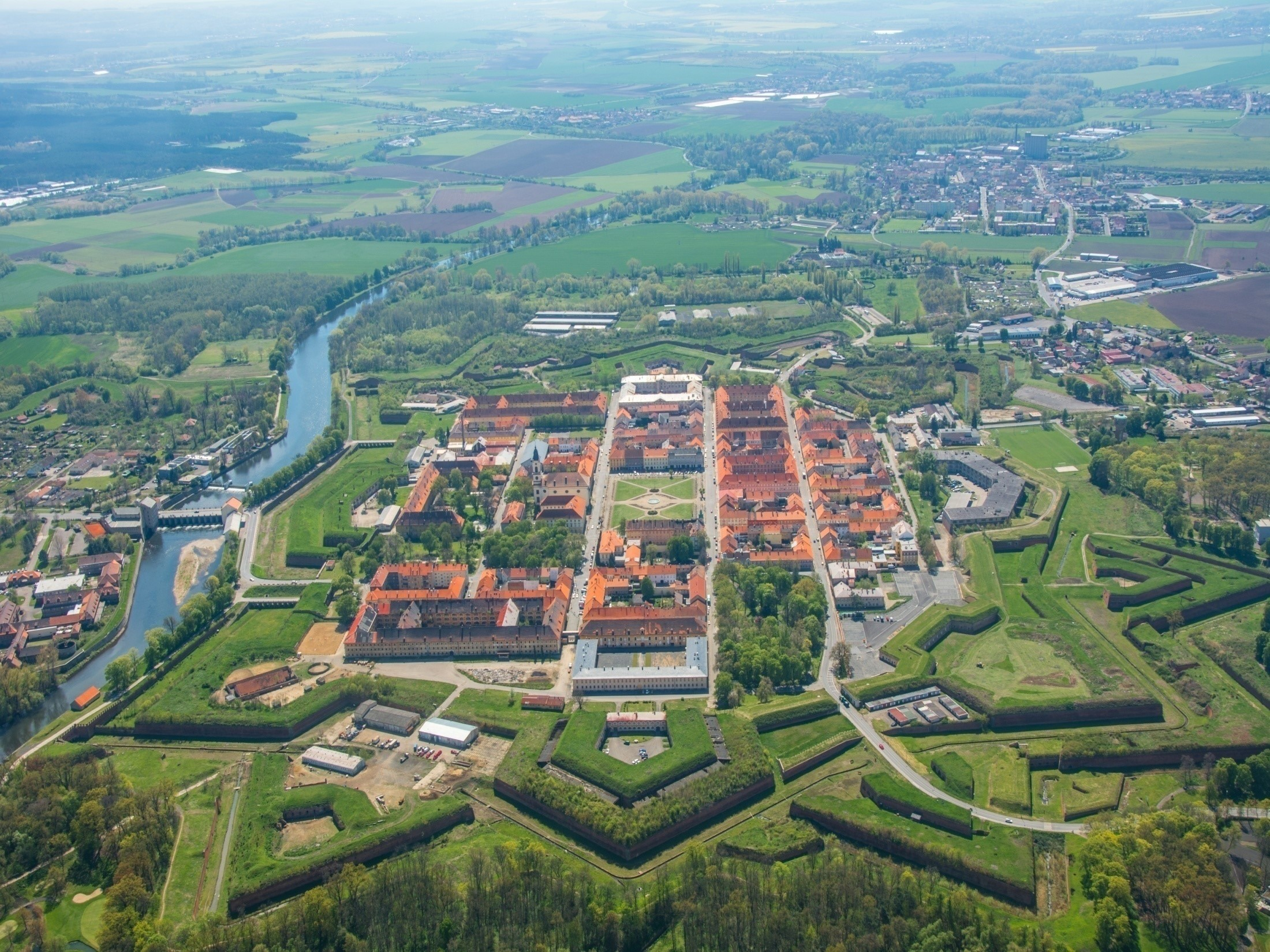
Terezín erődvárosa mellett
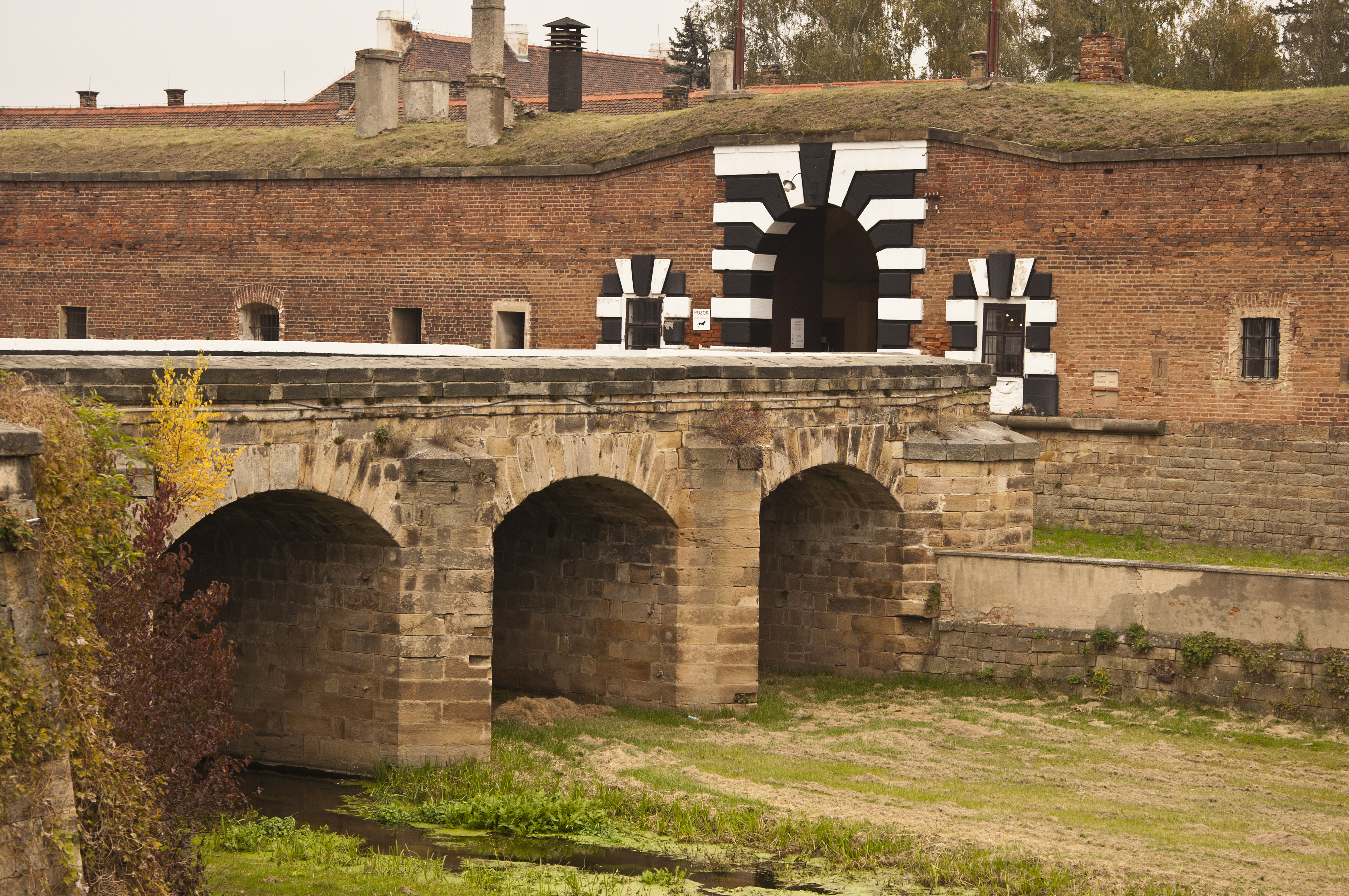
A folyó régi ága a theresienstadti koncentrációs tábor bejárati hídjánál
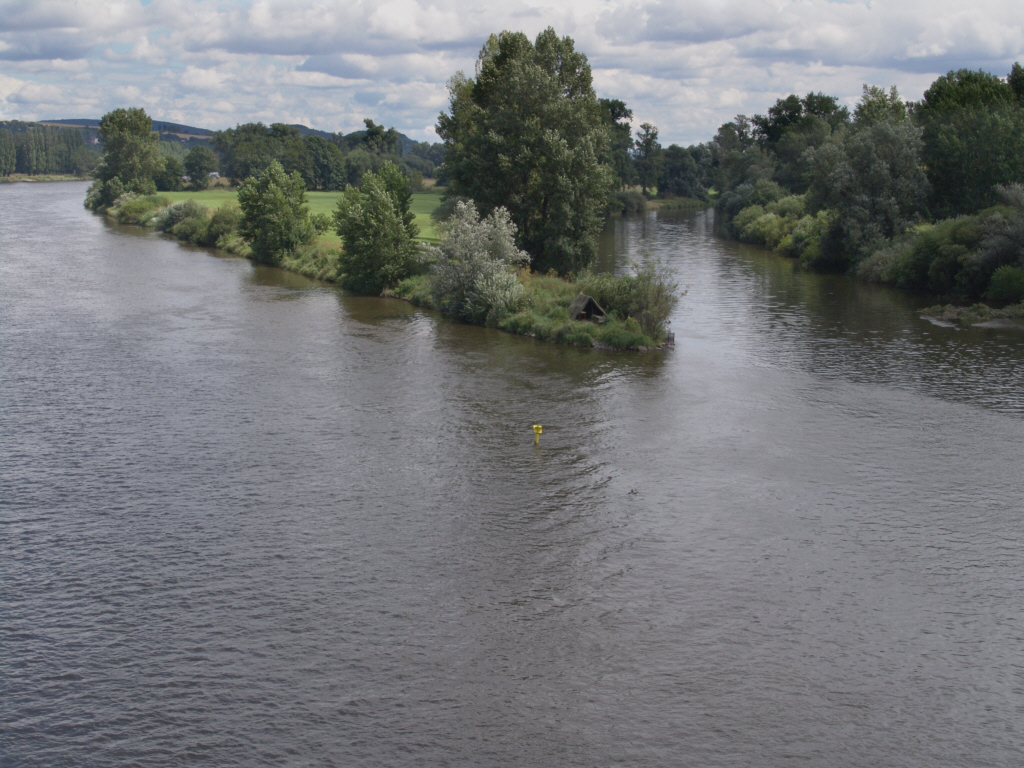
Az Ohře és az Elba találkozása

## Fordítás
- Ez a szócikk részben vagy egészben  az   Eger (Elbe) című német Wikipédia-szócikk ezen változatának fordításán alapul.  Az eredeti cikk szerkesztőit annak laptörténete sorolja fel. Ez a jelzés csupán a megfogalmazás eredetét és a szerzői jogokat jelzi, nem szolgál a cikkben szereplő információk forrásmegjelöléseként.